# Pachynematus pallescens
Pachynematus pallescens är en stekelart som först beskrevs av Hartig 1837.  Pachynematus pallescens ingår i släktet Pachynematus, och familjen bladsteklar. Arten är reproducerande i Sverige.